# Trondshaugen
Trondshaugen är en tidigare tätort i Hustadvika kommun i Møre og Romsdal fylke i västra Norge. Orten ligger där fylkesväg 529 möter fylkesväg 6050, vid sidan av gränsen mot Aukra kommun.
Sedan 2016 räknas bebyggelsen i orten som en del av tätorten Hollingen.
Tidigare har orten tillhört dåvarande Fræna kommun.